# Сосьва (Ханты-Мансийский автономный округ)
Сосьва — посёлок в Берёзовском районе Ханты-Мансийского автономного округа — Югры Тюменской области России, на берегу Северной Сосьвы. Входит в состав сельского поселения Саранпауль.
Почтовый индекс 628145, код ОКАТО 71112928001.

## Климат
Климат резко континентальный. Зима суровая с сильными ветрами и метелями, продолжающаяся семь месяцев. Лето относительно тёплое, но быстротечное.

## Население
| 2010 |
| ---- |
| 824  |